# Saint-Bresson (Górna Saona)
Saint-Bresson – miejscowość i gmina we Francji, w regionie Burgundia-Franche-Comté, w departamencie Górna Saona.
Według danych na rok 1990 gminę zamieszkiwało 451 osób, a gęstość zaludnienia wynosiła 17 osób/km² (wśród 1786 gmin Franche-Comté Saint-Bresson plasuje się na 344. miejscu pod względem liczby ludności, natomiast pod względem powierzchni na miejscu 53.).